# Cidaria basharica
Cidaria basharica is een vlinder uit de familie van de spanners (Geometridae). De wetenschappelijke naam van de soort is voor het eerst geldig gepubliceerd in 1927 door Bang-Haas.